# Szydłów (village)
Pour les articles homonymes, voir Szydłów.
Szydłów (prononciation : [ˈʂɨdwuf]) est un village abandonné polonais de la gmina de Cybinka dans le powiat de Słubice de la voïvodie de Lubusz dans l'ouest de la Pologne.
Le village est considéré officiellement comme abandonné, donc compte une population de 0 habitant.

## Histoire
Au cours du deuxième partage de la Pologne en 1793, le village est annexé par le Royaume de Prusse sous le nom de Schiedlo. (voir Évolution territoriale de la Pologne)
Après la Seconde Guerre mondiale, avec la mise en œuvre de la ligne Oder-Neisse, le village retourne à la République populaire de Pologne. La population d'origine allemande est expulsée et remplacée par des Polonais.
Cependant, le village avait déjà été abandonné au début du 20e siècle en raison d'inondations répétées.
De 1975 à 1998, le village appartenait administrativement à la voïvodie de Zielona Góra. Depuis 1999, il appartient administrativement à la voïvodie de Lubusz.